# Zoltán Doboš
Zoltán Doboš (28. září 1933 Kráľovský Chlmec – 5. března 2016) byl slovenský fotbalový brankář. Po skončení aktivní kariéry pracoval jako trenér, dorost Slavoje Piešťany dovedl do první dorostenecké ligy.

## Fotbalová kariéra
V československé lize hrál za Dynamo ČSD Košice. Ve druhé nejvyšší soutěži hrál i za VSS Košice.

## Ligová bilance
| Ročník                                    | Zápasy | Góly | Klub              |
| ----------------------------------------- | ------ | ---- | ----------------- |
| Mistrovství československé republiky 1951 | -      | 0    | Dynamo ČSD Košice |
| Mistrovství československé republiky 1952 | -      | 0    | Dynamo ČSD Košice |
| CELKEM                                    | -      | 0    |                   |